# Nowa Trzcianna
Nowa Trzcianna est une localité polonaise de la gmina de Nowy Kawęczyn, située dans le powiat de Skierniewice en voïvodie de Łódź.